# Las Kellies
Las Kellies es una banda argentina de post-punk formada en 2005 por Cecilia Kelly (voz y guitarra) y Silvina Costa (voz y batería). La agrupación firmó un contrato discográfico con Fire Records y desde 2010 ha publicado seis álbumes: Shaking Dog (2007), Kalimera (2009), Kellies (2011) Total Exposure (2013), Friends & Lovers (2016) y Suck this Tangerine (2020).

## Historia
El grupo se formó cuando Kelly y Costa se conocieron en un concierto en 2005 y decidieron formar una banda de rock compuesta en su totalidad por mujeres. Optaron por utilizar el apellido de su cantante y guitarrista principal, Cecilia Kelly, como nombre del grupo. Desde entonces, todas las integrantes utilizan el mismo apellido como seudónimo. Su bajista original, Titi Kelly, dejó la banda antes del lanzamiento de su primer álbum en 2007 por motivos personales y fue sustituida por JJ Kelly. La agrupación debutó en directo en la ciudad de Buenos Aires.
Después de tocar juntas durante más de dos años, Las Kellies lanzaron su primer álbum, Shaking Dog, en enero de 2007 mediante su propio sello independiente. Las canciones del disco están compuestas principalmente por Ceci Kelly.
Su segunda producción discográfica, Kalimera, se publicó en junio de 2009. En esta ocasión los tres miembros de la agrupación se encargaron de coescribir el material. El trío realizó su primera gira por Europa, actuando en varios festivales como Down By The River, Open Air, Secret Garden Party, Teenitus Fest, Jarana Festival y Fusion Festival.
Su tercer álbum, titulado Kellies, se publicó en enero de 2010. Contiene catorce canciones, fue grabado en Argentina y contó con la mezcla de Dennis Bovell. En el Reino Unido fue publicado por la discográfica Fire Records. En 2011, la bajista JJ Kelly dejó el grupo y fue sustituida por Adry Kelly. En 2012 se unieron con el dúo alemán Mouse on Mars y aparecieron en el álbum WOW.
Adry dejó la banda en 2013 y fue sustituida por Sofi Kelly. Este trío grabó el disco Total Exposure. En 2016 salió al mercado su quinto álbum, titulado Friends & Lovers, producido por Iván Diaz Mathé y precedido por los sencillos "Summer Breeze" y "Make it Real". El trío se embarcó en una gira europea entre noviembre y diciembre de 2016 en soporte del disco.
En 2020 publicaron su más reciente producción discográfica, titulada Suck this Tangerine.

## Miembros

### Actuales
- Ceci Kelly (voz y guitarra)
- Sil Kelly (batería y voz)